# Pimpinella moabitica
Pimpinella moabitica är en flockblommig växtart som beskrevs av George Edward Post. Pimpinella moabitica ingår i släktet bockrötter, och familjen flockblommiga växter. Inga underarter finns listade i Catalogue of Life.